# Casinò di Sanremo
Il Casinò Municipale è una delle quattro case da gioco italiane. Ha sede nella città di Sanremo, in un edificio in stile Liberty progettato dall'architetto francese Eugène Ferret.

## Storia

### Primi anni
Venne inaugurato il 14 gennaio 1905 ai tempi del sindaco Augusto Mombello con il nome di Kursal. Durante una delle prime serate più importanti, il dott. Andrea Fileti venne assassinato in circostanze sospette. Gestito per i primi due anni dall'architetto parigino Eugene Ferret, fu un teatro dove si organizzavano feste, ricevimenti, spettacoli e concerti. Era gestito come Circolo privato in cui si poteva praticare "I grandi e Piccoli Giochi", come d'altronde accadeva in molte città turistiche, ma senza alcuna autorizzazione ufficiale, solo con il placet delle amministrazioni locali. I primi croupier a operare all'interno della casa da gioco provenivano da Ostenda, in Belgio, dove esisteva una rinomata scuola. Nel corso degli anni si è consolidata la professionalità dei croupier sanremesi, considerati tra i migliori del mondo. 
Nel 1927 fu nominato podestà della città di Sanremo l'ingegnere Pietro Agosti il quale, con un lungo lavoro di tessitura, richiedendo anche l'intervento diretto di Benito Mussolini ottenne il Regio decreto del 22 dicembre 1927: esso ratificò l'apertura annuale del Casinò di Sanremo in cui poter praticare il gioco di azzardo in deroga alla normativa vigente. Il Casinò di Sanremo aprì ufficialmente i battenti il 21 gennaio 1928 con una serata di gala inaugurale. La concessione nel frattempo era stata affidata ufficialmente alla Società Anonima Casinò Municipale di Sanremo diretta da Luigi De Santis, banchiere, fine conoscitore del mondo artistico, teatrale, culturale e musicale dell'epoca.
Subito fu indetta un'assemblea che deliberò l'ampliamento dei locali creando due nuove ali, l'allestimento del salone interno in stile '500 e le due cupole laterali visibili sulla facciata.
Numerose furono le attività collaterali che si svolsero al suo interno, come il Torneo scacchistico internazionale di San Remo svoltosi nel 1930. Luigi De Santis istituì il festival della canzone partenopea, i "Lunedì Letterari" le rassegne di teatro, Operetta ed opera, nonché i pomeriggi danzanti e dedicati alla musica classica valorizzando l'Orchestra Sinfonica di Sanremo.
Dal 1913 il Casinò ebbe anche il suo collegamento tranviario: la fermata della tranvia Ospedaletti-Sanremo-Taggia, ubicata di fronte all'edificio, era dotata di binario di raddoppio che fungeva talora, nelle ore serali, da capolinea per servizi speciali dedicati.
Il 14 aprile 1934 la società cambiò ufficialmente nome in Società Anonima Iniziative Turistiche (SAIT). Nell'ottobre dello stesso anno, a causa della morte del cavalier De Santis, le azioni passarono alla moglie Maria Strambini che nei primi mesi del 1935 le cedette al cavalier Angelo Belloni che ne assunse la direzione.
Nel giugno 1940 fu chiuso con decreto del Ministero dell'Interno per via della guerra; riaprì a conflitto concluso.

### Nel dopoguerra
Dopo gli anni del conflitto, il casinò riapri ufficialmente la sera del 31 dicembre 1945. Nella primavera 1948 la società concessionaria CIRT (Compagnia Italiana di Ricostruzione Turismo) viene estromessa, così il Ministero dell'Interno il 25 febbraio 1948 commissariò il casinò con il prefetto Omodeo Salè, il quale riuscì a sistemare la situazione che era precedentemente sfuggita di mano. Affiancò alla normale gestione del casinò molte serate mondane che richiamarono nuovamente a Sanremo la clientela del primo dopoguerra. Alla fine del 1949 la gara d'appalto vide nuovo concessionario della casa da gioco il commendator Pier Busseti.
Il 29 gennaio 1951, nel Salone delle feste si svolse la prima edizione del Festival di Sanremo presentato da Nunzio Filogamo. Il casinò fu sede del Festival della Canzone Italiana ininterrottamente dal 1951 al 1976; nel 1977 si spostò al Teatro Ariston.
Il 19 febbraio 1953, in seguito alla morte del commendator Pier Busseti, la concessione del casinò fu affidata alla società ATA dell'industriale milanese, nonché presidente dell'Inter, Carlo Masseroni. Il gennaio 1959 il vertice dell'ATA fu preso dall'avvocato Luigi Bertolini, proprietario dell'albergo Reale. Durante la gestione Bertolini scoppiò uno scandalo di tangenti che travolse l'amministrazione comunale, tra cui il sindaco Viale. Il 16 febbraio 1969 il casinò fu commissariato, le gestioni si alternarono alla organizzazione diretta del Comune, che avvenne negli anni ottanta. Il 1º dicembre 2001 fu istituita la società Casinò Spa, il cui unico socio è attualmente il Comune di Sanremo. Casinò Spa ha rilanciato la Casa da Gioco sanremese, polo di intrattenimento, sede di eventi internazionali e di manifestazioni culturali di grande livello, come il Premio Letterario Internazionale Antonio Semeria (gemellato col Premio Acqui Storia). È rinomata l'offerta di ristorazione gestita dalla società internazionale Elior

## Galleria d'immagini

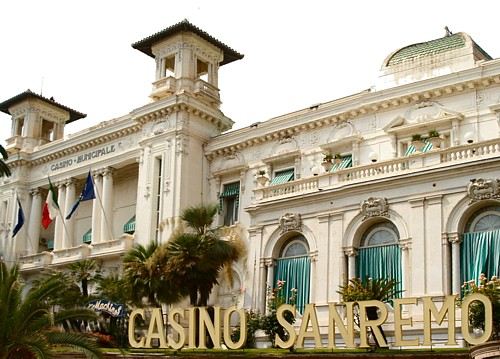
Il casinò di Sanremo in una recente immagine
Il Casinò di Sanremo in una immagine d'epoca, non sono ancora presenti le due cupole laterali
Il salone interno in stile '500 del Casinò di Sanremo in una immagine d'epoca (il Giardino d'Inverno)
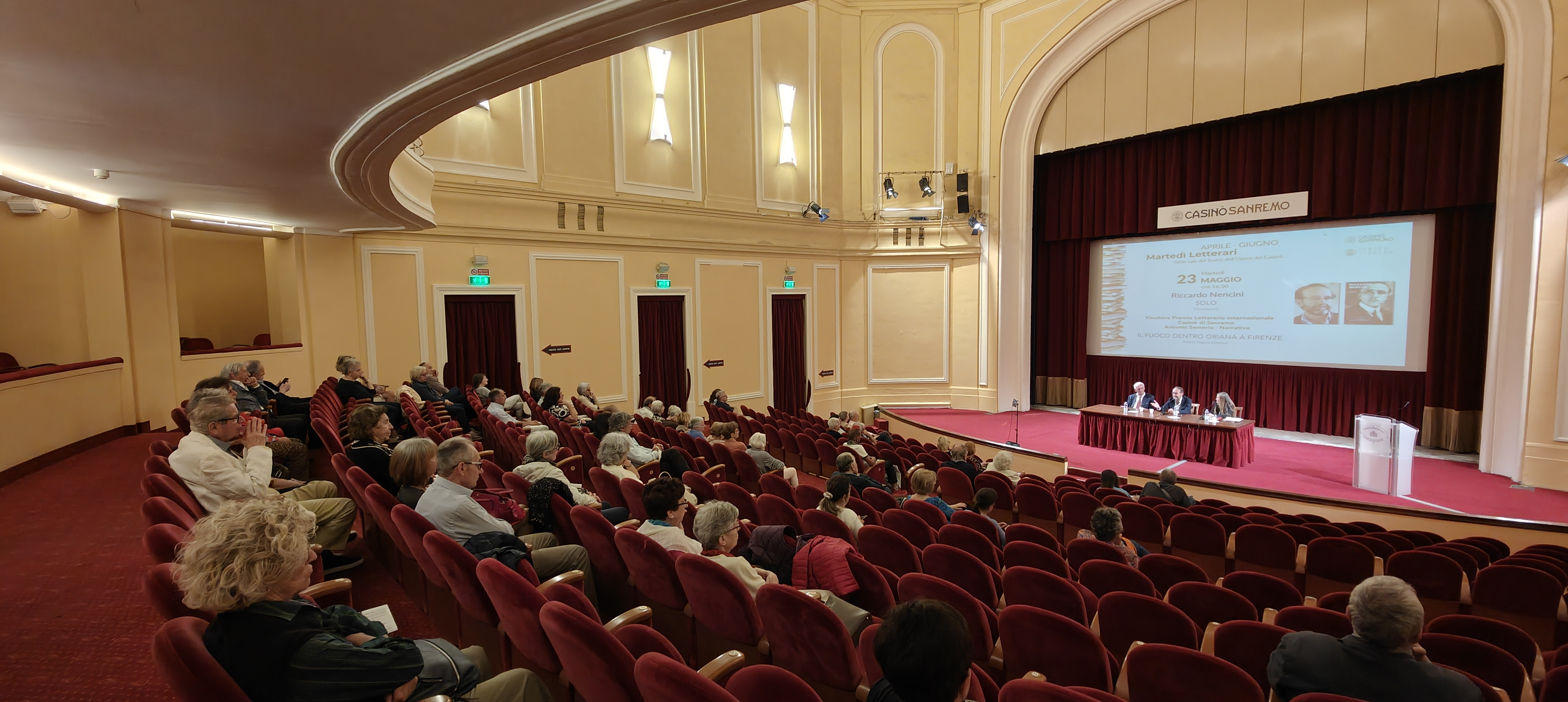
Teatro del Casinò che fu sede del Festival dal 1951 al 1976. La platea ha 255 posti e 9 palchi (Foto: durante la manifestazione culturale dei martedì letterari)
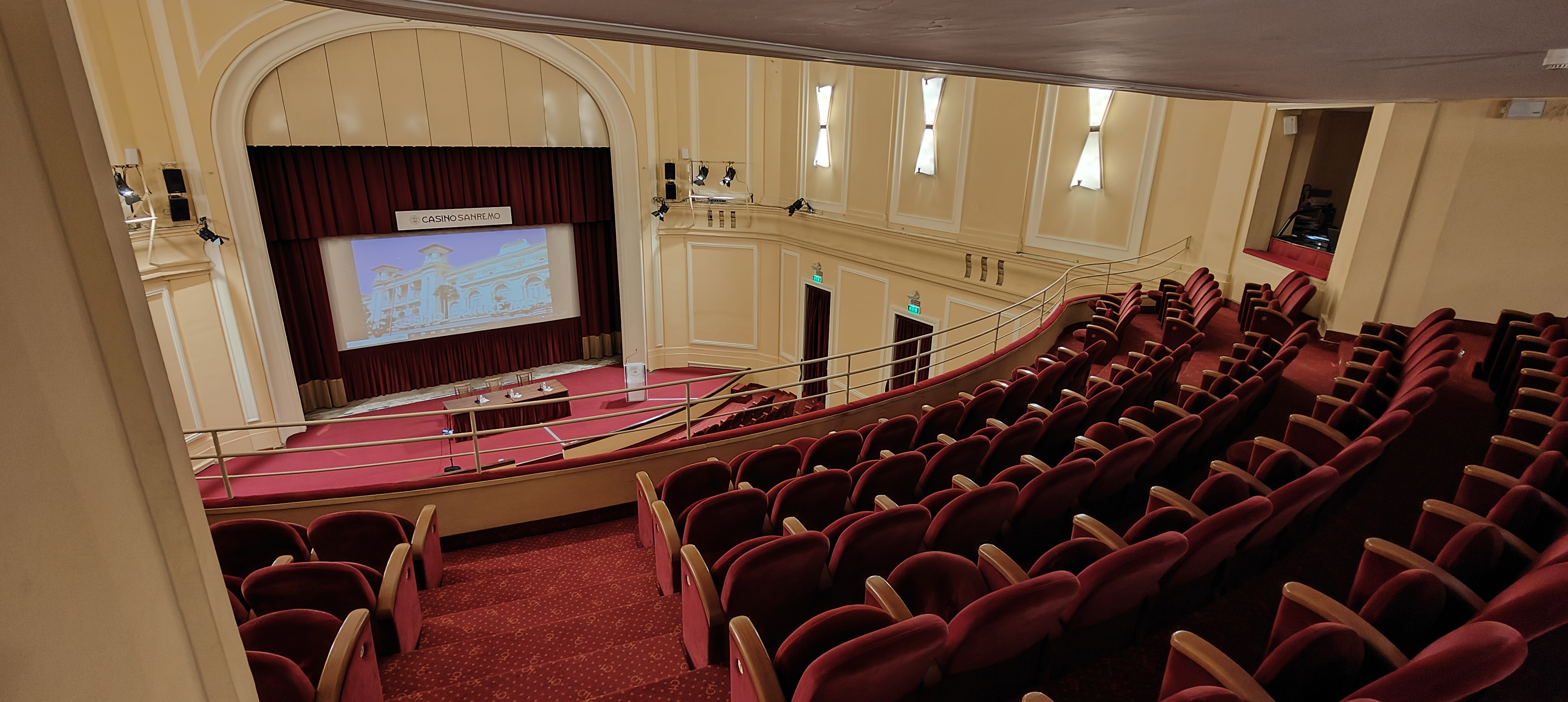
Il piano superiore. La galleria ha 99 posti

## Film girati nel Casinò di Sanremo
- Notte di fortuna, regia di Raffaello Matarazzo (1941)[5]
- Il covo dei gangsters (I'll Get You for This), regia di Joseph M. Newman (1951)[5]
- Al bar dello sport, regia di Francesco Massaro (1983)[5]
- A tu per tu, regia di Sergio Corbucci (1984)[5]
- Infelici e contenti, regia di Neri Parenti (1992)[5]
- Fortunata, regia di Sergio Castellitto (2017)[5]